# Богл, Джон
Джон Клифтон Богл (англ. John Clifton Bogle, 8 мая 1929 — 16 января 2019) — американский предприниматель, известный инвестор, основатель и бывший генеральный директор The Vanguard Group — крупнейшей инвестиционной компании в мире. Автор бестселлера «Взаимные фонды с точки зрения здравого смысла. Новые императивы для разумного инвестора».

## Ранние годы
Джон Богл и его брат-близнец Дэвид родились в городе Монтклэре (англ. Montclair), штат Нью-Джерси, США. Семья пострадала от последствий Великой депрессии. Богл учился в частной школе-интернате Академии Блэр на полной стипендии, в 1951 году получил степень бакалавра в Принстонском университете, посещал вечерние и воскресные занятия в Университете Пенсильвании. Дипломная работа Богла «Экономическая роль инвестиционной компании», в которой он описал принципы деятельности недавно возникших взаимных фондов, повлияла на целую отрасль, изменив подход к инвестированию.

## Карьера
После окончания учёбы Джон Богл устроился на работу в управляющую компанию Wellington Management Company, где работал под руководством её основателя Уолтера Л. Моргана (англ. Walter L. Morgan).
Сделав успешную карьеру в компании, в 1965 году в 35 лет Джон Богл стал её исполнительным вице-президентом, но в 1973 году доходность фондов, поглощенных Wellington с одобрения Богла, резко сократилась. В результате снижения стоимости акций суммарные активы компании уменьшились с $2.6 млрд до $2 млрд. В январе 1974 года Богл был уволен.
В 1974 году Богл основал компанию The Vanguard Group. Под его руководством она стала крупнейшей управляющей компанией в мире.
В 1975 году под влиянием работ Юджина Фамы, Бёртона Малкиела и Пола Самуэльсона Джон Богл основал инвестиционный фонд Vanguard 500 — первый в истории индексный фонд доступный широкой публике. C 1975 по 2002 год размер активов под управлением компании увеличился с $1.8 млрд до $600 млрд, соответственно.
Джон Богл был членом совета попечителей Академии Блэр, членом консультативного совета Мильштейновского Центра корпоративного управления и эффективности (англ. Millstein Center for Corporate Governance and Performance), Йельская школа менеджмента.
Богл также являлся членом совета попечителей Национального центра конституции (англ. National Constitution Center) в Филадельфии — музея, посвященного конституции США. Он был председателем совета директоров этого фонда с 1999 по 2007 год. В 2007 году он уступил этот пост президенту Джорджу Бушу-младшему.
Умер Джон Богл 16 января 2019 года, в возрасте 89 лет.

## Основные принципы

### Инвестирование
В книге «Взаимные фонды с точки зрения здравого смысла» Джон Богл сформулировал основные правила инвестирования на рынке коллективных инвестиций:
- Выбирайте фонды с низкими издержками.
- Относитесь осторожно к дополнительным расходам, которые вызваны полученным советом.
- Не переоценивайте показатели фонда в прошлом.
- Используйте показатели фонда за прошедший период, чтобы оценить стабильность и риск.
- Опасайтесь звёзд (имеются в виду управляющие фондами).
- Остерегайтесь крупных фондов.
- Не владейте слишком большим числом фондов.
- Купите портфель фонда и удерживайте его[11].

### Предпринимательство
В книге «Не верьте цифрам!» Джон Богл привел 17 правил предпринимательства, основанные на его собственном опыте:
1. Ловите удачу.
2. Превращайте поражение в победу.
3. Найдите наставника.
4. Не бойтесь увольнения.
5. Будьте смелыми.
6. Ловите удачу много раз, добиваясь удачи однажды.
7. Никогда не падайте духом.
8. Сделайте мышеловку лучше, чем ваш сосед, и люди сами к вам придут.
9. Никогда, никогда, никогда не сдавайтесь.
10. Изучайте арифметику.
11. Избегайте недооценивать власть очевидного.
12. Конкурировать проще, если конкуренты не хотят или не могут конкурировать на основе затрат.
13. «Я от правительства и я здесь, чтобы помочь Вам» (Правило о важности решительных обращений)
14. Внутренне последовательная стратегия — один из ключей к успеху в бизнесе.
15. Выбирайте дорогу никогда не применявшуюся для путешествий, это может сделать всё действительно разным.
16. Нет человека, который представлял бы из себя остров.
17. Наши величайшие вознаграждения приходят, когда мы содействуем экономическому прогрессу и помогаем построить лучший мир.

## Награды и звания
- В 1999 году был назван журналом Fortune одним из четырёх «гигантов инвестиций» XX века.
- В 1999 году был награждён наградой имени Вудро Вильсона.
- В 2004 году был назван журналом TIME одним из 100 самых влиятельных людей мира[13].
- Почётный доктор Принстонского университета, Делавэрского университета, Рочестерского университета, Университета Новая Школа, Восточного университета, Колледжа Олбрайт, Пенсильванского университета, Университета Дрекселя, Университета Иммакулата, Джорджтаунского университета, Тринити-колледжа и Университета Вилланова.

## Личная жизнь
У Джона Богла и его жены Евы шесть детей и 12 внуков. Они жили в Брин-Маре (англ. Bryn Mawr), Пенсильвания.
В 1996 году перенес операцию по пересадке сердца.